# Les Naufragés du Batavia
Les Naufragés du Batavia est un ouvrage de Simon Leys, pseudonyme de Pierre Ryckmans, publié en 2003. Il y évoque le massacre des survivants du naufrage du Batavia par un psychopathe à la fois autoritaire, lâche et sanguinaire. Ce premier récit est suivi de Prosper, présentant une pêche au thon en 1958 sur un des derniers voiliers de pêche en Bretagne.

## Présentation
Dans Les Naufragés du Batavia, Simon Leys évoque d'une part un fait divers authentique et dramatique et d'autre part dans Prosper son engagement à bord d'un thonier à voile en 1958. À propos de la juxtaposition de ces deux textes, l'auteur indique : « Je crois que pour beaucoup de critique et de lecteur, cela a semblé un remplissage facultatif à côté de Batavia, ouvrage principal. En fait, pour moi, ce sont deux volets qui devraient présenter une égale importance : le diabolique et l'innocence ».

### Les Naufragés du Batavia

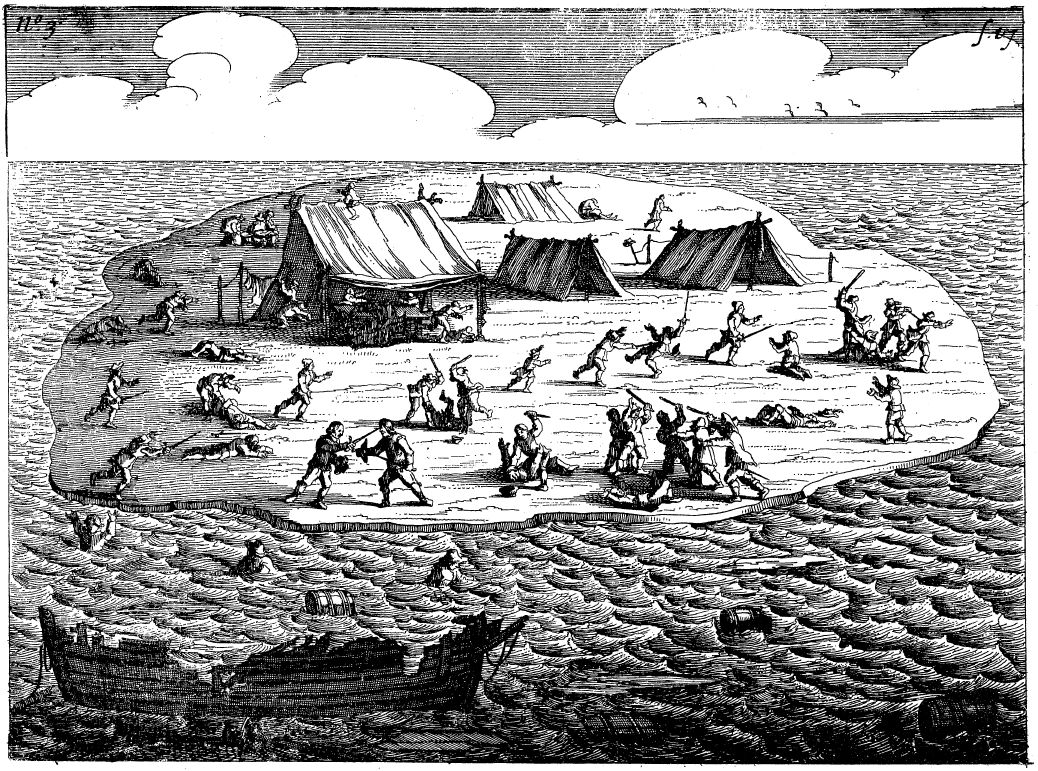
Illustration du drame - 1647.

Le naufrage du Batavia, affrété par la Compagnie néerlandaise des Indes orientales, est survenu au large de l’Australie le 4 juin 1629. Les survivants de la catastrophe débarquèrent sur l'archipel des Abrolhos de Houtman, et furent victimes d'un des massacres connus les plus horribles du XVIIe siècle. Toutes causes de mort réunies, seul un tiers des passagers et hommes d'équipage survécut à ce drame.
Les Naufragés du Batavia est un récit court qui se présente sous la forme d’un résumé des faits. Simon Leys inscrit en exergue de son ouvrage cette phrase d'Edmund Burke : « Tout ce qu’il faut pour que le mal triomphe, c’est que les braves gens ne fassent rien ». L'auteur pratique l'« anatomie d'un massacre » pour expliquer les conditions qui laissent naître une dictature et comment, les hommes peuvent créer un enfer. Jeronimus Cornelisz, un homme sans aura particulière, mais porté par une idéologie qu'il a su imposer à quelques disciples, impose une dictature féroce. Anne d'Ornano indique que l'ouvrage permet de découvrir « l’effrayant versant noir de la nature humaine dominée par la cupidité, la violence et la lutte pour le pouvoir »,,.

### Prosper
Prosper est un texte autobiographique. Alors qu'il était étudiant, il s'embarque en 1958, juste avant son départ pour Taïwan, dans un port breton à Etel à bord du Prosper un des derniers dundee-thoniers à voile. Outre le récit d'une marée, Simon Leys y évoque aussi la tragédie d'Etel où, lors du passage de la barre d'Étel par le navigateur Alain Bombard, neuf hommes sont morts . Le texte sera rédigé immédiatement par l'auteur, mais publié plus de 45 ans plus tard en 2003. Simon Leys évoque avec nostalgie cette expérience : « Ces souvenirs me sont chers et ils évoquent un monde qui a disparu ».

## Éditions
- Les Naufragés du Batavia suivi de Prosper, Paris, Arléa, 2003 ; éd. poche, Paris, Le Seuil, coll. « Points », 2005 Prix Guizot-Calvados 2004[10].

### Note
1. ↑  La marée est une campagne de pêche en langage maritime.